# Ameerega trivittata
Ameerega trivittata es una especie de anfibio anuro de la familia Dendrobatidae.

## Distribución y hábitat
Esta especie habita hasta 500 m de altitud en la cuenca del Amazonas:
- en Surinam;
- en Guyana;
- en Venezuela en el estado de Bolívar;
- en Colombia en los departamentos de Putumayo y Amazonas;
- en el oriente del Perú;
- en Bolivia en el departamento de Pando;
- en el norte de Brasil.[5]

## Publicación original
- Spix, 1824 : Animalia nova sive species novae testudinum et ranarum, quas in itinere per Brasiliam annis 1817-1820[6]

## Galería de imágenes

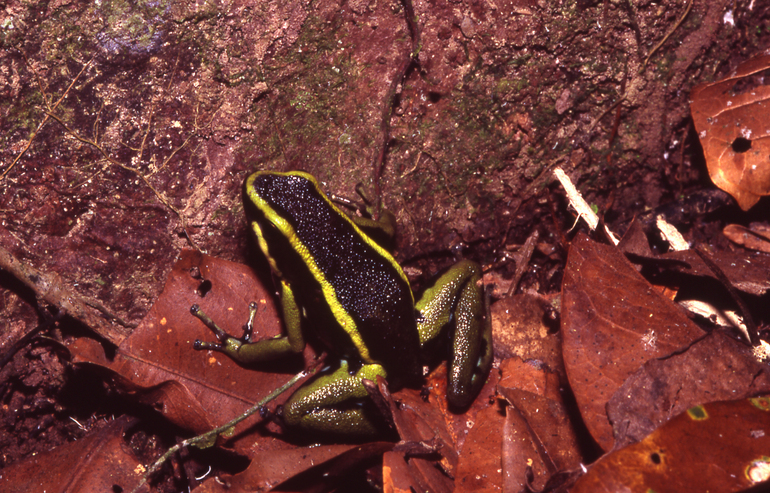
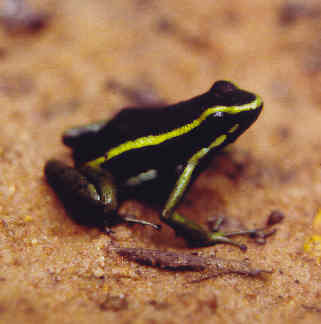
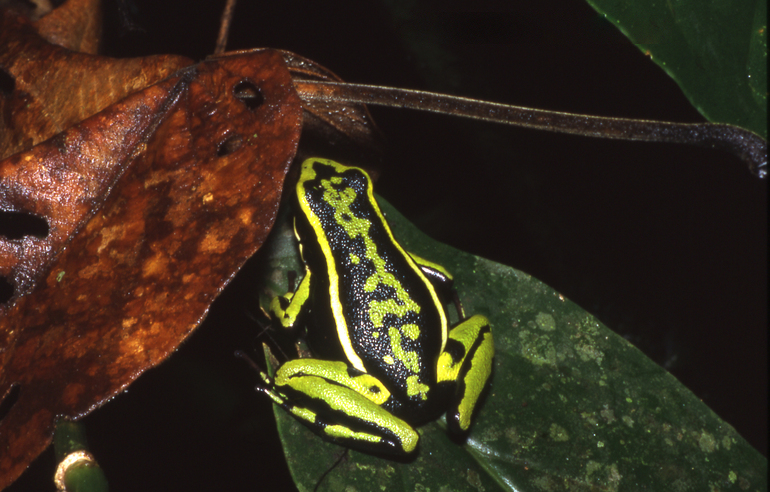